# 托尔斯滕·施特雷佩尔霍夫
托尔斯滕·施特雷佩尔霍夫（德語：Thorsten Streppelhoff，1969年8月15日—），德国男子赛艇运动员。他曾代表德国参加1992年和1996年夏季奥林匹克运动会赛艇比赛，获得一枚银牌和一枚铜牌。